# 버추얼 가요톱텐
《버추얼 가요톱텐》은 매주 일요일 오후 3시 15분에 방송된 음악 프로그램이다.

## 역대 골든컵 수상자

### 2022년
| 3월 - 3월 25일 (1회) - 스트레이 키즈 MANIAC |

## 역대 실버컵 수상자

### 2022년
| 3월 - 3월 25일 (1회) - 미래소년 |

## 같이 보기
- 브라보 신세대 (1998년)
- 뮤직뱅크 (1998년 ~ 현재)
- 가요톱10 (KBS 2TV)
- 쇼쇼쇼 → 쇼 일요특급 (KBS 2TV)
- 젊음의 행진 (KBS 2TV)
- 토요대행진 (KBS 2TV)
- 100분 쇼 → 쇼86 → 쇼 여러분 → 쇼 특급 → 쇼 토요특급 (KBS 1TV)
- 전교톱10 (2020년, 재해석한 무대 경연 프로그램)